# 崇教寺 (长治)
崇教寺，位于山西省长治市潞州区，是中华人民共和国全国重点文物保护单位之一。
1986年8月18日，公布为山西省文物保护单位，2013年5月公布为全国重点文物保护单位，是一座古建筑及历史纪念建筑物。